# Uwe Borchardt
Uwe Borchardt (né le 12 novembre 1961 à Woltersdorf dans le Brandebourg) est un footballeur allemand (à l'époque est-allemand) qui évoluait au poste d'attaquant et de milieu de terrain.

## Biographie

### Carrière en club
Uwe Borchardt joue en Allemagne de l'Est, en Suisse, puis dans l’Allemagne réunifiée. Il dispute notamment sept saisons avec l'Union Berlin.
Il dispute 88 matchs en Oberliga, marquant 13 buts.

## Palmarès
Union Berlin
- Coupe de RDA :
  - Finaliste : 1985-86.

- Championnat de RDA D2 :
  - Meilleur buteur : 1980-81 (17 buts).